# Старотукмаклинська сільська рада
Старотукмакли́нська сільська рада (рос. Старотукмаклинский сельский совет) — муніципальне утворення у складі Кушнаренковського району Башкортостану, Росія. Адміністративний центр — село Старі Тукмакли.
Станом на 2002 рік існували Казарминська сільська рада (села Казарма, Угузево) та Старотукмаклинська сільська рада (села Каратяки, Нові Тукмакли, Старі Тукмакли).

## Населення
Населення — 1911 осіб (2019, 2109 у 2010, 2159 у 2002).

## Склад
До складу поселення входять такі населені пункти:
| Населений пункт      | Населення, осіб (2002) | Населення, осіб (2010) |
| -------------------- | ---------------------- | ---------------------- |
| Казарма, село        | 524                    | 510                    |
| Каратяки, село       | 364                    | 370                    |
| Нові Тукмакли, село  | 183                    | 197                    |
| Старі Тукмакли, село | 734                    | 728                    |
| Угузево, присілок    | 328                    | 304                    |